# فرانسيس (موسيقية)
فرانسيس (بالإنجليزية: Frances)‏ هي مغنية مؤلفة بريطانية، ولدت في 27 يونيو 1993 في أكسفورد في المملكة المتحدة.

## نشأتها
ولدت في أكسفورد، نشأت في نيوبري؛ التحقت بمدرسة سانت غابرييل في ساندلفورد القريبة. درست الموسيقى لاحقًا في معهد ليفربول للفنون المسرحية.

## وصلات خارجية
- الموقع الرسمي
- فرانسيس على موقع ميوزك برينز (الإنجليزية)
- فرانسيس على موقع ديسكوغز (الإنجليزية)